# La Reserva
La Reserva es una localidad del estado mexicano de Guanajuato. Es parte del municipio de León.

## Demografía
| Gráfica de evolución demográfica |
|                                  |

| Censo | Población |
| ----- | --------- |
| 1900  | 117       |
| 1910  | 119       |
| 1921  | 191       |
| 1930  | 200       |
| 1940  | 103       |
| 1950  | 109       |
| 1960  | 183       |
| 1970  | 211       |
| 1980  | 364       |
| 1990  | 463       |
| 2000  | 718       |
| 2010  | 909       |
| 2020  | 1 121     |